# Damir Mehidić
Damir Mehidić (* 7. Januar 1992) ist ein bosnischer Fußballspieler auf der Position eines Abwehrspielers, der bei FK Tuzla City in der bosnischen Premijer Liga unter Vertrag steht.

## Karriere

### Verein
Damir Mehidić begann seine sportliche Laufbahn als Sohn eines Amateurfußballers im Nachwuchs des NK Tuzla, wo er alle Juniorenstufen durchlief, gefolgt vom Übertritt ins drittklassige Fanionteam. Im Jahr 2012 zog es Mehidić eine Stufe nach oben (Prva Liga FBiH), wo er nach einer Saison beim Vorortclub FK Sloga Tojsici zum traditionsreichen Zweitligisten FK Sloboda Tuzla wechselte. Als Stammspieler (mit sieben Saisontoren) hatte er 2014 auch einen maßgeblichen Anteil an der Rückkehr des Clubs in die Premijer Liga. In der Saison 2015/16 stand Mehidić mit Sloboda Tuzla sogar im Endspiel des bosnischen Pokals, welches gegen den FK Radnik Bijeljina nach Hin- und Rückspiel mit dem Gesamtscore von 1:4 verloren ging. Im Sommer 2016 kam Mehidić auch in der Europa-League-Qualifikation gegen Beitar Jerusalem (0:0/0:1) zweimal zum Einsatz. Im Januar 2017 wechselte er schließlich zum Schweizer Zweitligisten FC Aarau, wo sein Vertrag nach Verlängerung eine Laufzeit bis zunächst Ende Juni 2020 hatte. Aufgrund der Verlängerung der Saison infolge der COVID-19-Pandemie ging der Vertrag schließlich bis Anfang August 2020, wurde dann aber vom Verein nicht für die nächste Saison verlängert. Insgesamt bestritt Mehidić 62 Ligaspiele für Aarau mit vier Torerfolgen sowie vier Pokalspielen. Von Februar bis August 2018 war er dabei wegen eines Bänderrisses am Knie ausgefallen.
Nachdem er dann zunächst ohne Vertrag war, fand er Mitte Januar 2021 eine neue Anstellung beim in der höchsten bosnischen Liga spielenden FK Tuzla City mit einer Laufzeit bis zum Ende der Saison 2022/23. Im Rest der Saison 2020/21 stand er bei 12 von 14 möglichen Ligaspielen für Tuzla City auf dem Platz.